# Донець (Ізюмський район)
Доне́ць (раніше Червоний Донець) — селище в Україні, центр Донецької селищної громади Ізюмського району Харківської області. Адміністративний центр однієї з найбагатших територіальних громад України (найбагатша територіальна громада України у 2020 та 2021 роках з найбільшою реверсною дотацією). Населення понад 9 тисяч мешканців (2024). Селище розташоване поблизу Шебелинського газового родовища, тут розміщується головний офіс компанії «Шебелинкагазвидобування», яка є містотворчою для селища. У 2022 році селищний дохід склав понад 314 000 000 грн.
До 2020 Донецькій селищній раді були підпорядковані села Дальня Шебелинка, Копанка, Прогрес, Червона Гірка.

## Географічне розташування
Селище Донець розташоване на правому березі річки Сіверський Донець. Поблизу селища протікає річка Шебелинка, є багато озер, зокрема й озеро Лиман, мішаний ліс, Андріївський бір і урочище Тюндик.

## Історія
- 1860 р. — хутір Даринівський.
- 1924 р. — хутір Червоний Донець.
- Селище постраждало внаслідок геноциду проти українського народу, проведеного урядом СССР в 1932—1933 роках. Кількість встановлених жертв у Червоному Донці, П'ятигірську, Червоногірському (Червоній Гірці), Жовтневому, Червоноандріївському, Копанці — 1204 людини[5].
- 1956 р. — початок будівництва селища газовиків і буровиків Червоний Донець після відкриття Шебелинського газового родовища.
- 1959 р. — офіційно затверджений селищем міського типу.
- 12 травня 2016 року відповідно до Постанови Верховної Ради України № 4468[6] селище міського типу Червоний Донець перейменовано на селище міського типу Донець .
- До 2020 селище було центром Донецької селищної ради Балаклійського району.
- 12 червня 2020 року, відповідно до Розпорядження Кабінету Міністрів України  № 725-р «Про визначення адміністративних центрів та затвердження територій територіальних громад Харківської області», увійшло до складу Донецької селищної територіальної громади і стало її центром[7].
- 19 липня 2020 року, в результаті адміністративно-територіальної реформи та ліквідації Балаклійського району, село увійшло до складу новоутвореного Ізюмського району[8].

## Населення

### Чисельність населення
| 1959 | 1979 | 1989 | 2001 | 2016 |
| ---- | ---- | ---- | ---- | ---- |
| 2366 | 7793 | 9653 | 9707 | 8844 |

### Розподіл населення за рідною мовою(2001)
| Українська мова | Російська мова |
| --------------- | -------------- |
| 49,35 %         | 50,41 %        |

## Підприємства
- Містотворче підприємство — газопромислове управління «Шебелинкагазвидобування».
- Санаторно-профілакторний комплекс «Факел», який влітку організовує дитячий оздоровчий табір «Факел».

- Фізкультурно-оздоровчий комплекс «Газовик». Є власністю підприємства «Шебелинкагазвидобування».[9]

## Пам'ятки
- Пам'ятники учасникам і жертвам Другої світової війни, ліквідаторам Чорнобильської катастрофи, пам'ятна плита солдатам війни в Афганістані.
- У проєкті створення монументу захисникам України — учасникам Війни на сході України.

## Освіта
- ЗОШ I—III ступенів № 1 та № 2.
- Дитяча музична школа.

## Культура
- Церковні богослужіння проводяться у храмі УПЦ (МП) Архангела Михаїла (побудованому у 2000 році).
- Селищний палац культури.
- У селищі працюють 1 дитяча та 2 громадські бібліотеки.
- Щорічно у другу неділю вересня святкується День працівників нафтової, газової та нафтопереробної промисловості як День селища.

## Спорт
- У селищі базується футбольний клуб «Газовик», який проводить домашні ігри на стадіоні обласного значення «Газовик».
- Фізкультурно-оздоровчий комплекс «Газовик» (введено в експлуатацію 11 жовтня 2011 року)[10].
- Спортивна база з академічного веслування.

## Також
- Перелік населених пунктів, що постраждали від Голодомору 1932-1933, Харківська область